# Weldenia

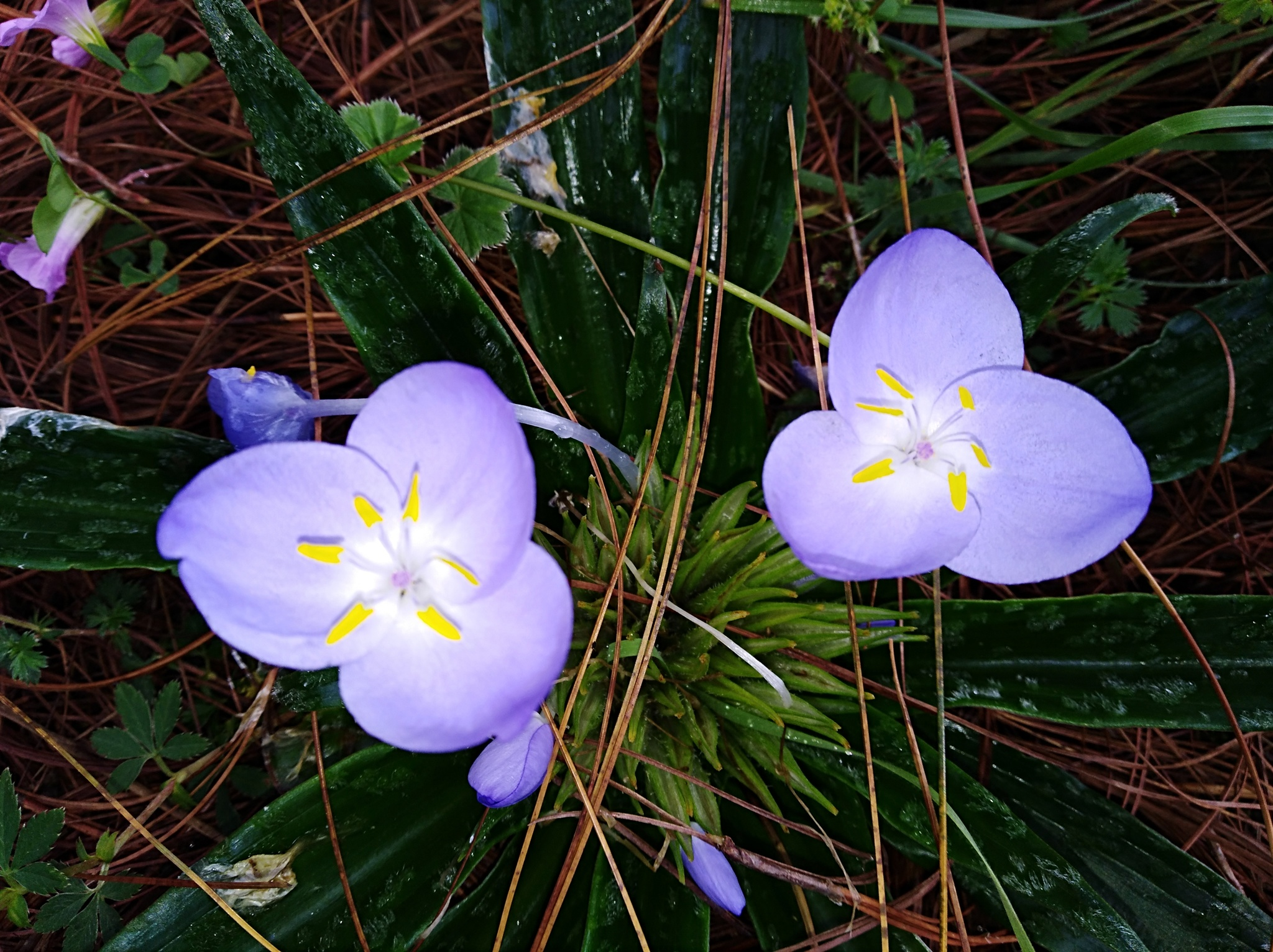
Weldenia volcanica

Weldenia Schult.f. – rodzaj roślin z rodziny komelinowatych. Obejmuje dwa gatunki występujące endemicznie w Meksyku i Gwatemali. 
Nazwa naukowa rodzaju honoruje Ludwiga von Weldena, oficera armii austriackiej i przyrodnika, żyjącego w latach 1780–1853. 

## Morfologia
PokrójWieloletnie, gruboszowate rośliny zielne, ziemne lub naskalne.
KorzenieBulwiaste, wrzecionowate.
PędyPędy podziemne wydłużone, gruboszowate, pokryte drobnymi łuskami. Pędy naziemne niepozorne, wzniesione, gruboszowate, nierozgałęzione.
LiścieUlistnienie naprzemianległe, skupione na wierzchołku pędu w rozetę. Blaszki liściowe siedzące, nieco pofałdowane, rzadziej płaskie, taśmowate, o nasadzie ściętej do klinowatej i zaostrzonym wierzchołku, orzęsione lub nagie.
KwiatyZebrane w siedzące, rozgałęzione bukiety złożone z dwurzędek, z niepozorną osią główną, pojedyncze lub kilka zebranych w kwiatostan złożony, wyrastający wierzchołkowo na pędzie. Podsadka kwiatostanu złożonego przypominająca liść. Podsadki dwurzędek siedzące, wolne, naprzemianległe, różnej wielkości. Przysadki nieobecne lub obecne, a wtedy zwykle zielone, szydłowate, naprzemianległe, zachodzące na siebie, szybko odpadające. Kwiaty obupłciowe lub męskie z powodu redukcji słupkowia, chasmogamiczne, wonne, rurkowato-lejkowate. Okwiat promienisty do lekko grzbiecistego z powodu krzywizny rurki okwiatu. Szypułka niepozorna, wzniesiona. Listki zewnętrznego okółka okwiatu różnej wielkości, zrośnięte w długą, rurkowatą i pochwiastą strukturę z podłużnym grzbietem, brzegi listków szkliste, wierzchołki całobrzegie do drobno trójząbkowanych lub trójdzielnych, trwałe. Listki wewnętrznego okółka  równej wielkości, nachodzące na siebie, płaskie do kapturkowato zakończonych, długo paznokciowate. Sześć pręcików równej wielkości, nadległych listkom okwiatu, zrośniętych z nimi w krótką rurkę. Główki pręcików obrotne, żółte, oszczepowate. Zalążnia siedząca, cylindryczna do niemal maczugowatej, biała, naga, trójkomorowa, z sześcioma zalążkami w każdej komorze. Szyjka słupka nieco esowata, biała lub bladoniebieska do bladoliliowej, cylindryczna, zwieńczona trójklapowanym, białym znamieniem.
OwoceCylindryczne, cienkościenne, brązowe, pękające komorowo torebki. Nasiona wąsko elipsoidalne, brzusznie wgłębione.

## Biologia i ekologia
RozwójGeofity korzeniowobulwiaste. W okresie zimowej suszy wchodzą w fazę spoczynku. Kwitną od kwietnia do listopada (Weldenia volcanica) lub od maja do września (W. candida).
SiedliskoWystępuje wyłącznie w strefie alpejskiej i subalpejskiej. Weldenia candida zwykle rośnie na terenach otwartych i trawiastych, ze skalistą glebą, występujących w lasach jodłowych i jałowcowych (Juniperus monticola). W. volcanica występuje w miejscach zacienionych, w gęstych lasach sosnowych na glebach bogatych w próchnicę.
GenetykaLiczba chromosomów 2n = 18, 20, 24.

## Systematyka
Pozycja systematycznaRodzaj z podplemienia Thyrsantheminae w plemieniu Tradescantieae podrodziny Commelinoideae w rodzinie komelinowatych (Commelinaceae).
Wykaz gatunków
- Weldenia candida Schult. f.
- Weldenia volcanica (Benth.) M. Pell. & Espejo

## Znaczenie użytkowe
Weldenia candida bywa uprawiana jako roślina ozdobna w ogrodach alpejskich.